# Броз, Саша
Саша Броз (хорв. Saša Broz; род. 19 октября 1968) — хорватский театральный и телевизионный режиссёр, работавшая в нескольких театрах в Хорватии и в одном в Боснии и Герцеговине.

## Семья и образование
Саша Броз родилась в семье дипломата Мишо Броза, сына президента Югославии Иосипа Броза Тито и Герты Хаас. Детство она провела и получила образование в Загребе. В раннем детстве она увлеклась классическим балетом, что не встретило одобрения со стороны родителей. Получив поддержку у дедушки Тито, который внимательно к ней относился и уделял внимание её воспитанию, она всё-таки сумела записаться в балетную школу.
Саша Броз получила высшее театральное образование в Московской государственной академии хореографии, но травма стопы положила конец её карьере в балете. В итоге она вернулась в Хорватию, где стала изучать театральную режиссуру в Академии драматического искусства Загребского университета, начав свою режиссёрскую карьеру уже на втором курсе обучения.

## Карьера
Броз работала в ряде театров Загреба, в том числе в Хорватском национальном театре и Драматическом театре имени Бранко Гавелла, а также в городе Велика Горица. Успела она побыть режиссёром и за пределами Хорватии, например, в Национальном театре Тузлы в Боснии и Герцеговине. В 2003 году она председательствовала в жюри 50-го кинофестиваля в Пуле . За два года её нахождения во главе Истрийского национального театра в Пуле, тот успел получить награды на фестивалях в Италии и Черногории . В 2006 году городские власти уволили её с этой должности. Броз подала на них в суд, утверждая, что их решение было политически мотивированным. Хорватское радиотелевидение приняло её на работу в качестве директора по синхронизации анимационных фильмов. Решение 2013 года о назначении Броз директором оперного отделения Хорватского национального театра на Ивана Зайца в Риеке подверглось критике со стороны некоторых деятелей культуры, в том числе Дарко Лукича и Слободана Шнайдера, которые возмутились тем, что у неё нет соответствующего образования или опыта оперной режиссуры.

## Личная жизнь
С 1994 года по 2000 год Саша Броз была замужем за хорватским актёром Ранко Зидаричем. У них есть дочь. В 2006 году Саша и Мишо Броз зарегистрировали торговую марку с именем и подписью Иосипа Броз Тито. Саша заявила, что целью этого было сохранить доброе имя её дедушки.